# Ліна Качюшите
Ліна Качюшите  (лит. Lina Kačiušytė, 1 січня 1963) — радянська плавчиня, котра спеціалізувадася на плаванні брасом, олімпійська чемпіонка.

## Біографія
Займалася плаванням з 1974 року у ДСТ "Жальгіріс".
У 1976 році увійшла до складу молодіжної збірної СРСР, а у 1977 році — до складу збірної СРСР.
У 1978 році на чемпіонаті світу з плавання у Берліні виграла золоту медаль на дистанції 200 м брасом, побивши при цьому двічі світовий рекорд — один раз у попередньому запливі, другий раз у фіналі.
У 1979 році вона втретє побила світовий рекорд і стала першою жінкою, що пропливла 200 м брасом швидше, ніж за 2 хвилини 30 секунд, встановивши світовий рекорд 2:28:36. Цей рекорд протримався 6 років.
У 1980 році виборола золоту олімпійську нагороду у Москві на дистанції 200 м брасом з новим олімпійським рекордом — 2:29:54.
У 1998 році була введена до Міжнародного Залу Слави Плавання (International Swimming Hall of Fame).

## Виступи на Олімпіадах
| Олімпіада   | Дисципліна                    | Місце |
| ----------- | ----------------------------- | ----- |
| Москва 1980 | плавання на 100 метрів брасом | 7     |
| Москва 1980 | плавання на 200 метрів брасом | 1     |